# Берлинский тоннель (операция советских спецслужб)
Операция «Берлинский тоннель» был ответом советских спецслужб на операцию «Золото» ЦРУ и британской Секретной разведывательной службы (1953—1956 гг.).

## Берлинский тоннель

### Начало операции
В Лондоне 15, 17 и 18 декабря 1953 года состоялись секретные совместные совещания представителей Центрального Разведывательного Управления США и Секретной разведывательной службы Великобритании. Было принято решение о прокладке тоннеля к линиям связи советских войск и линиям связи ГДР. В совещании участвовал заместитель начальника отдела «Y» Джордж Блейк, который являлся одним из самых ценных агентов советской разведки. Протоколы сверхсекретных совещаний Блейк передал С. Кондрашеву, исполнявшему обязанности резидента КГБ в Лондоне. Когда в Москве получили его доклад  о тоннеле, задача обеспечения безопасности Блейка стала главной для руководства КГБ. Было принято решение, что советская сторона сделает вид, что не знает об операции западных спецслужб и будет передавать через кабель второстепенную информацию и дезинформацию.
Для создания тоннеля, установки оборудования, подключения к кабелю связи потребовалось почти полтора года. Расходы на строительство тоннеля составили 6 млн долларов. 11 мая 1955 года ЦРУ приступило к непрерывному прослушиванию переговоров советских военных и восточногерманских министров. Всего было записано 443 тысячи переговоров, из них 386 тысяч советских и 75 тысяч восточногерманских. Они легли в основу 1750 разведывательных донесений.

### Разоблачение
Весной 1956 года руководству КГБ стало ясно, что дальнейшее существование тоннеля может представлять угрозу интересам безопасности СССР. К тому времени Блейка перевели в резидентуру английской разведки в Берлине и никакого отношения к туннелю он уже не имел. Было принято решение о ликвидации тоннеля. Случилось так, что оно совпало со временем намечавшегося официального визита Н. С. Хрущёва в Англию. Поэтому Хрущев дал указание обнаружить тоннель так, чтобы не поставить под угрозу Джорджа Блейка, добиться максимальной публичности, выделяя при этом роль американцев и не упоминая англичан.
Ночью 22 апреля 1956 года советские связисты, «осуществляя срочный ремонт» телефонного кабеля, обеспечивающего связь между Восточным Берлином и Москвой, «случайно» наткнулись на ответвление. Аккуратно сплетенные в пучки отводные провода были вставлены в свинцовые оболочки и протянуты через деревянную перегородку в лаз, круто уходящий в землю, а оттуда через две стальные двери в обложенный прочной стальной трубой около двух метров в диаметре тоннель, ведущий в сторону границы, разделяющей советский и американский секторы Берлина. Вот как об этом говорится в одной из английских книг по разведке:

Но 22 апреля 1956 года русские неожиданно обнаружили туннель на своей территории. Сработала сигнальная система. Русские никого не нашли в туннеле, но оборудование было на месте. Операторы исчезли так быстро, что русские обнаружили кипящий кофейник в пустом помещении.

Советская сторона не пошла на уничтожение установленной аппаратуры перехвата телефонных разговоров, а на следующий день организовала пресс-конференцию, на которой обвинила американцев в возмутительном вторжении на территорию советского сектора Берлина и заявила решительный протест. Собравшихся журналистов пригласили на «экскурсию» в туннель. После скандального разоблачения высокопоставленные деятели из ЦРУ все же пытались утверждать, что эта операция была самой результативной за последние годы.
Последовавшее за разоблачением расследование ЦРУ обстоятельств провала операции пришло к выводу, что причины были чисто техническими. И только в 1961 году, после ареста Блейка, СИС и ЦРУ стало известно, что советские спецслужбы были детально ознакомлены с операцией ещё до начала строительства тоннеля. Блейк передал советской разведке сведения об операции американской и английской разведок ещё на стадии её первоначальной разработки.